# Fornspanska
Fornspanska (romance på spanska) var ett språk som utvecklades från vulgärlatinet och senare blev den modernare spanskan. Man har hittat anteckningar i bibeltexter där munkar översatt vissa ord från latin till fornspanska för att förstå texten. Dessa kallas "Las Glosas Emilianenses". Det var en munk från Rioja som på 900-talet i San Millán de Cogolla skrev dessa ord i marginalen. 

## Fornspanskt uttal
ss (mellan vokaler) uttalades som tonlöst s /s/: 
s uttalades tonande /z/:
ch uttalades /^c/
c + i, e eller ç uttalades /^s/ [ts]
g + i, e eller j uttalades som ett tonande che-ljud
x uttalades som ett tonlöst che-ljud

## Grammatik
Det fanns inga kasus i fornspanskan.

## Fonologiska förändringar
Det klassiska latinets öppna och tryckstarka [e] och [o] övergick till diftong i fornspanskan: [ie] respektive [ue].
terra blev tierra, för jord.
Latinets pl och cl blev det muljerande ll. pluvia blev lluvia, för regn.
Tonlösa klusiler (p, t, c) mellan vokaler blev tonande (b, d, g).